# James Blake (Tennisspieler)
James Riley Blake (* 28. Dezember 1979 in Yonkers, New York) ist ein ehemaliger US-amerikanischer Tennisspieler. Er war 2006 die Nummer vier der Weltrangliste.

## Karriere

### Anfänge
James Blake, dessen Vater Thomas Afroamerikaner ist und dessen Mutter Betty aus England stammt, wurde 1979 in Yonkers geboren. Sein Bruder Thomas Blake spielte ebenfalls einige Matches auf Profi-Niveau. Mit 5 Jahren begann er das Tennisspielen. Als er 13 war, wurde bei ihm eine ernste Skoliose diagnostiziert, die ihn dazu zwang eine Rückenschiene zu tragen, bis er 18 wurde. Blakes Familie zog nach Fairfield (Connecticut), wo dieser die Fairfield High School besuchte. Dort war der spätere Sänger John Mayer sein Schulfreund. Blake soll von Arthur Ashe inspiriert worden sein, Tennis zu spielen. Erste Aufmerksamkeit auf der Profitour erregte er 2001 bei den US Open, als er den damaligen Weltranglistenersten Lleyton Hewitt in der zweiten Runde über die volle Distanz von fünf Sätzen zwang. Mit 21 Jahren spielte er in der Begegnung gegen Indien erstmals für die USA im Davis Cup; damit war er der dritte Spieler afrikanischer Abstammung, der im Davis Cup für die USA antrat. Mit Serena Williams und Lindsay Davenport konnte er je einmal den Hopman Cup gewinnen.

### 2002 bis 2004
2002 kam es bei den US Open zum erneuten Duell mit Lleyton Hewitt, diesmal in der dritten Runde; erneut unterlag Blake in fünf Sätzen. Im selben Jahr gewann er mit dem Turnier der International Series in Washington seinen ersten Titel auf der Profitour; mit zwei weiteren Finalteilnahmen beendete er die Saison unter den besten 30 Spielern der Weltrangliste. War 2003 für Blake ein eher ruhiges Jahr mit nur einer Finalteilnahme (er stand am Saisonende auf Platz 37), so entwickelte sich 2004 als äußerst schwieriges Jahr für den 24-jährigen US-Amerikaner. Er zog sich während einer Trainingseinheit im Mai des Jahres einen Halswirbelbruch zu und entkam nur knapp einer Querschnittlähmung. Sechs Wochen später erlag sein Vater einem Krebsleiden, bevor für Blake selbst zwei Wochen später mit einer Gürtelrose, die für eine zeitweilige Lähmung seiner linken Gesichtshälfte sorgte, der nächste Rückschlag erfolgte. Erst im November des Jahres konnte er wieder mit dem Training beginnen, mittlerweile war er in der Weltrangliste weit zurückgefallen.

### 2005 bis 2009
2005 wurde zu einer Comeback-Saison, im Sommer kehrte Blake unter die besten 50 Tennisspieler der Welt zurück. In New Haven gelang ihm der zweite Karrieretitel, bei den US Open kam er bis ins Viertelfinale, wo er sich erst nach fünf Sätzen seinem Landsmann Andre Agassi geschlagen geben musste. Später gelang Blake noch ein weiterer Turniersieg in Stockholm, womit er sich am Saisonende auf Position 22 der Weltrangliste verbesserte.
Die Saison 2006 sollte noch erfolgreicher werden für den mittlerweile 26-jährigen Blake, der bereits im Januar in Sydney seinen ersten Saisontitel gewann. Nach einem weiteren Titel folgte seine erste Finalteilnahme bei einem Turnier der Masters-Series-Kategorie in Indian Wells. Mit drei weiteren Titeln sowie einer erneuten Viertelfinalteilnahme bei den US Open gelang Blake am Ende des Jahres die Teilnahme am Tennis Masters Cup, dem Saisonfinale der besten acht Spieler der Saison. Hier konnte Blake die Gruppenspiele gegen Rafael Nadal und Nikolai Dawydenko gewinnen, um ins Halbfinale einzuziehen. Gegen den Argentinier David Nalbandian gelang ihm mit einem 6:4-, 6:1-Sieg der Einzug ins Finale des prestigeträchtigen Turniers, in welchem er dem Weltranglistenersten Roger Federer jedoch deutlich mit 0:6, 3:6, 4:6 unterlag. Für Blake war der Einzug ins Finale des fünftwichtigsten Tennisturniers der größte Erfolg seiner bisherigen Karriere, zum Saisonende stand er auf Platz vier der Weltrangliste, seiner besten jemals erreichten Position.
Zu Beginn des Jahres 2007 gewann er erneut das Turnier von Sydney und erreichte das Achtelfinale der Australian Open, in dem er Fernando González unterlag. Im Wimbledon kam das Aus in der dritten Runde. Ende Juli erreichte er das Finale von Los Angeles, das er gegen Radek Štěpánek verlor. Im August erreichte Blake das Finale des Masters-Turniers von Cincinnati. Dort unterlag er Roger Federer mit 1:6 und 4:6. In der darauf folgenden Woche konnte er beim ATP-Turnier in New Haven seinen insgesamt zehnten Sieg auf der Tour feiern, als er im Finale seinen Landsmann Mardy Fish mit 7:5, 6:4 bezwang. Bei den US Open im September erreichte er das Achtelfinale, das er gegen Tommy Haas in fünf Sätzen verlor.
2008 erreichte Blake bei den Australian Open das Viertelfinale, in dem er Federer mit 5:7, 6:7, 3:6 unterlag. Bei den French Open verlor er in Runde zwei gegen Ernests Gulbis. Auch in Wimbledon war für Blake bereits in Runde zwei Endstation; dort verlor er gegen den späteren Halbfinalisten Rainer Schüttler. Bei den Olympischen Spielen in Peking hingegen konnte er Federer zum ersten Mal besiegen (6:4, 7:6). Im Halbfinale unterlag er nach einem dramatischen Match Fernando González. Das Spiel um Bronze verlor er dann gegen Novak Đoković. Bei den US Open kam für Blake wieder das frühe Aus, in der dritten Runde gegen Landsmann Mardy Fish.
Beim ersten Grand-Slam-Turnier des Jahres 2009 unterlag Blake im Achtelfinale dem Franzosen Jo-Wilfried Tsonga glatt in drei Sätzen. Anfang Mai erreichte er erstmals das Finale der Estoril Open (ATP World Tour 250), verlor dort aber in drei Sätzen gegen den an Position 7 gesetzten Spanier Albert Montañés. Beim Rasenturnier im Londoner Queen’s Club unterlag er im Finale dem Schotten Andy Murray. Sowohl beim Grand-Slam-Turnier in Roland Garros als auch bei dem in Wimbledon verlor Blake seine Erstrundenmatches.

### 2010 bis Karriereende
Die Saison 2010 verlief für Blake kaum besser. Bei den Australian Open schied er bereits in der zweiten Runde aus, bei den French Open konnte er aufgrund einer Knieverletzung erstmals seit 2004 nicht antreten. In Wimbledon unterlag er bereits in der Auftaktrunde Robin Haase. Bei den US Open schied er in der dritten Runde gegen Novak Đoković aus. Von Beginn bis Ende der Saison fiel Blake in der Weltrangliste von Rang 44 auf Rang 135 zurück. In der folgenden Saison konnte er sich bis Dezember 2011 nochmals auf Rang 59 verbessern, wie 2010 blieb er jedoch ohne Titelgewinn. Er ließ sowohl die Australian Open als auch die French Open aus, in Wimbledon kam er nicht über die erste, bei den US Open nicht über die zweite Runde hinaus. Im Verlauf der Saison 2012 fiel er erneut aus den Top 100. Abermals verzichtete er auf einen Start in Melbourne, während er in Paris und in Wimbledon in der ersten Runde ausschied. Lediglich bei den US Open konnte er die dritte Runde erreichen. Sein größter Saisonerfolg war der Titelgewinn in der Doppelkonkurrenz von Houston an der Seite von Sam Querrey.
In der Saison 2013 trat Blake wieder in Melbourne an, schied jedoch bereits in der Qualifikation aus. Im Doppel dagegen hatte er mehr Erfolg. Mit Jack Sock erreichte er in Miami das Finale, kurz darauf gewannen die beiden das Turnier in Delray Beach. Bei den French Open war er direkt für das Hauptfeld qualifiziert, kam jedoch wie schon in den Vorjahren nicht über die erste Runde hinaus. Kurz vor Beginn der US Open gab er dann bekannt, dass er mit dem Turnier seine Karriere beenden werde. Er verlor sein Erstrundenspiel gegen den Kroaten Ivo Karlović knapp mit 7:6, 6:3, 4:6, 6:7 und 6:7. Im Doppel verlor er an der Seite von Jack Sock am 29. August 2013 mit dem Auftaktspiel seine allerletzte Profipartie.

### Davis Cup
Zwischen 2001 und 2009 absolvierte Blake insgesamt 17 Begegnungen für die US-amerikanische Davis-Cup-Mannschaft. Dabei gewann er 18 seiner 29 Einzel- und drei seiner vier Doppelpartien. 2007 gewann er mit der Mannschaft der USA den Pokal.

### Nach dem Karriereende
2018 wurde bekannt, dass Blake neuer Turnierdirektor der Miami Masters werden wird. 2024 erhielt er eine Geldstrafe in Höhe von 56.250 US-Dollar, nachdem er gegen die Sponsoring-Regeln mit Wettanbietern der International Tennis Integrity Agency verstoßen hatte.

## Persönliches
Er heiratete im November 2012 Emily Snider. Im Juni 2012 wurden sie Eltern einer Tochter.
Im September 2015 wurde Blake von einem Polizisten infolge einer Verwechslung niedergeworfen, in Handschellen gelegt und verhaftet. Als Konsequenz entschuldigten sich der New Yorker Bürgermeister Bill de Blasio und der Polizeichef der Stadt, Bill Bratton, persönlich bei Blake.

## Erfolge
| Legende (Anzahl der Siege)                           |
| Grand Slam                                           |
| Tennis Masters Cup ATP World Tour Finals             |
| ATP Masters Series ATP World Tour Masters 1000 (1)   |
| ATP International Series Gold ATP World Tour 500 (1) |
| ATP International Series ATP World Tour 250 (15)     |
| ATP Challenger Tour (11)                             |

| Titel nach Belag |
| Hartplatz (14)   |
| Sand (3)         |
| Rasen (0)        |

### Einzel

#### Turniersiege

##### ATP World Tour
| Nr. | Datum              | Turnier       | Belag         | Finalgegner         | Ergebnis       |
| --- | ------------------ | ------------- | ------------- | ------------------- | -------------- |
| 1.  | 12. August 2002    | Washington    | Hartplatz     | Paradorn Srichaphan | 1:6, 7:65, 6:4 |
| 2.  | 22. August 2005    | New Haven (1) | Hartplatz     | Feliciano López     | 3:6, 7:5, 6:1  |
| 3.  | 10. Oktober 2005   | Stockholm (1) | Hartplatz (i) | Paradorn Srichaphan | 6:1, 7:66      |
| 4.  | 9. Januar 2006     | Sydney (1)    | Hartplatz     | Igor Andrejew       | 6:2, 3:6, 7:63 |
| 5.  | 27. Februar 2006   | Las Vegas     | Hartplatz     | Lleyton Hewitt      | 7:5, 2:6, 6:3  |
| 6.  | 17. Juli 2006      | Indianapolis  | Hartplatz     | Andy Roddick        | 4:6, 6:4, 7:65 |
| 7.  | 25. September 2006 | Bangkok       | Hartplatz (i) | Ivan Ljubičić       | 6:3, 6:1       |
| 8.  | 15. Oktober 2006   | Stockholm (2) | Hartplatz (i) | Jarkko Nieminen     | 6:4, 6:2       |
| 9.  | 13. Januar 2007    | Sydney (2)    | Hartplatz     | Carlos Moyá         | 6:3, 5:7, 6:1  |
| 10. | 25. August 2007    | New Haven (2) | Hartplatz     | Mardy Fish          | 7:5, 6:4       |

##### ATP Challenger Tour
| Nr. | Datum              | Turnier        | Belag         | Finalgegner       | Ergebnis         |
| --- | ------------------ | -------------- | ------------- | ----------------- | ---------------- |
| 1.  | 24. September 2000 | Houston        | Hartplatz     | Michel Kratochvil | 7:65, 6:712, 6:3 |
| 2.  | 19. November 2000  | Rancho Mirage  | Hartplatz     | Cecil Mamiit      | 3:6, 6:4, 6:2    |
| 3.  | 18. November 2001  | Knoxville      | Hartplatz (i) | Gabriel Trifu     | 6:4, 6:4         |
| 4.  | 27. Januar 2002    | Waikoloa       | Hartplatz     | Martin Verkerk    | 6:2, 6:3         |
| 5.  | 7. Mai 2005        | Tunica Resorts | Sand (i)      | Brian Baker       | 6:2, 6:3         |
| 6.  | 14. Mai 2005       | Forest Hills   | Sand (i)      | Dušan Vemić       | 6:3, 6:4         |
| 7.  | 1. Mai 2011        | Sarasota       | Sand          | Alex Bogomolow    | 6:2, 6:2         |
| 8.  | 3. Juli 2011       | Winnetka       | Hartplatz     | Bobby Reynolds    | 6:3, 6:1         |
| 9.  | 7. Oktober 2012    | Sacramento     | Hartplatz     | Mischa Zverev     | 6:1, 1:6, 6:4    |

#### Finalteilnahmen
| Nr. | Datum             | Turnier          | Belag         | Finalgegner         | Ergebnis       |
| --- | ----------------- | ---------------- | ------------- | ------------------- | -------------- |
| 1.  | 25. Februar 2002  | Memphis          | Hartplatz (i) | Andy Roddick        | 4:6, 6:3, 5:7  |
| 2.  | 15. Juli 2002     | Newport          | Rasen         | Taylor Dent         | 1:6, 6:4, 4:6  |
| 3.  | 25. August 2003   | Long Island      | Hartplatz     | Paradorn Srichaphan | 2:6, 4:6       |
| 4.  | 8. August 2005    | Washington       | Hartplatz     | Andy Roddick        | 5:7, 3:6       |
| 5.  | 20. März 2006     | Indian Wells     | Hartplatz     | Roger Federer       | 5:7, 3:6, 0:6  |
| 6.  | 19. Juni 2006     | Queen’s Club (1) | Rasen         | Lleyton Hewitt      | 4:6, 4:6       |
| 7.  | 20. November 2006 | Shanghai         | Hartplatz (i) | Roger Federer       | 0:6, 3:6, 4:6  |
| 8.  | 4. Februar 2007   | Delray Beach (1) | Hartplatz     | Xavier Malisse      | 7:5, 4:6, 4:6  |
| 9.  | 22. Juli 2007     | Los Angeles      | Hartplatz     | Radek Štěpánek      | 6:77, 7:5, 2:6 |
| 10. | 19. August 2007   | Cincinnati       | Hartplatz     | Roger Federer       | 1:6, 4:6       |
| 11. | 17. Februar 2008  | Delray Beach (2) | Hartplatz     | Kei Nishikori       | 6:3, 1:6, 4:6  |
| 12. | 20. April 2008    | Houston          | Sand          | Marcel Granollers   | 4:6, 6:1, 5:7  |
| 13. | 10. Mai 2009      | Estoril          | Sand          | Albert Montañés     | 7:5, 6:76, 0:6 |
| 14. | 14. Juni 2009     | Queen’s Club (2) | Rasen         | Andy Murray         | 5:7, 4:6       |

### Doppel

#### Turniersiege

##### ATP World Tour
| Nr. | Datum            | Turnier      | Belag         | Partner       | Finalgegner                       | Ergebnis        |
| --- | ---------------- | ------------ | ------------- | ------------- | --------------------------------- | --------------- |
| 1.  | 5. August 2002   | Cincinnati   | Hartplatz     | Todd Martin   | Mahesh Bhupathi Maks Mirny        | 7:5, 6:3        |
| 2.  | 9. März 2003     | Scottsdale   | Hartplatz     | Mark Merklein | Mark Philippoussis Lleyton Hewitt | 6:4, 6:72, 7:65 |
| 3.  | 16. Februar 2004 | San José     | Hartplatz (i) | Mardy Fish    | Rick Leach Brian MacPhie          | 6:2, 7:5        |
| 4.  | 19. April 2004   | Houston (1)  | Sand          | Mardy Fish    | Rick Leach Brian MacPhie          | 6:3, 6:4        |
| 5.  | 26. April 2004   | München      | Sand          | Mark Merklein | Julian Knowle Nenad Zimonjić      | 6:2, 6:4        |
| 6.  | 15. April 2012   | Houston (2)  | Sand          | Sam Querrey   | Treat Conrad Huey Dominic Inglot  | 7:614, 6:4      |
| 7.  | 3. März 2013     | Delray Beach | Hartplatz     | Jack Sock     | Maks Mirny Horia Tecău            | 6:4, 6:4        |

##### ATP Challenger Tour
| Nr. | Datum         | Turnier    | Belag     | Partner       | Finalgegner                     | Ergebnis      |
| --- | ------------- | ---------- | --------- | ------------- | ------------------------------- | ------------- |
| 1.  | 24. Juli 1999 | Winnetka   | Hartplatz | Thomas Blake  | Maks Mirny Alexander Reichel    | 6:4, 6:7, 6:3 |
| 2.  | 12. Mai 2001  | Birmingham | Sand      | Mark Merklein | Ramón Delgado Ignacio Hirigoyen | 7:5, 6:1      |

#### Finalteilnahmen
| Nr. | Datum            | Turnier     | Belag         | Partner      | Finalgegner                | Ergebnis         |
| --- | ---------------- | ----------- | ------------- | ------------ | -------------------------- | ---------------- |
| 1.  | 27. Februar 2006 | Memphis (1) | Hartplatz (i) | Mardy Fish   | Chris Haggard Ivo Karlović | 6:0, 5:7, [5:10] |
| 2.  | 28. Oktober 2007 | Basel       | Teppich       | Mark Knowles | Bob Bryan Mike Bryan       | 1:6, 1:6         |
| 3.  | 24. Februar 2013 | Memphis (2) | Hartplatz (i) | Jack Sock    | Bob Bryan Mike Bryan       | 1:6, 2:6         |